# Баксук
Баксук (каз. Боқсық, Бақсұқ) — река в Акмолинской области Казахстана, правый приток Колутона (бассейн Оби). Входит в Ишимский водохозяйственный бассейн Республики Казахстан.

## Течение
Берёт начало на юге Кокчетавской возвышенности. Образуется слиянием рек Кайракты и Жолболды. Длина 171 км (от истока Кайракты). Общее направление течения с севера на юг. Впадает в реку Колутон (приток Ишима) с правой стороны. Крупный приток: Жолболды (правый).

## Водный режим
Сток реки имеет сильно выраженную сезонную и многолетнюю неравномерность. Расходы воды в разные годы могут различаться в десятки и сотни раз, что значительно осложняет хозяйственное использование ресурсов реки.

## Населённые пункты
Наиболее крупные: Колоколовка, Вознесенка, Капитоновка, Журавлёвка, Ягодное.